# خم‌دره
خم‌دره (به انگلیسی: Khemdarra) یک منطقهٔ مسکونی در پاکستان است که در خیبر پختونخوا واقع شده‌است. خم‌دره ۱٬۵۹۸ متر بالاتر از سطح دریا واقع شده‌است.